# Michaela Tabb

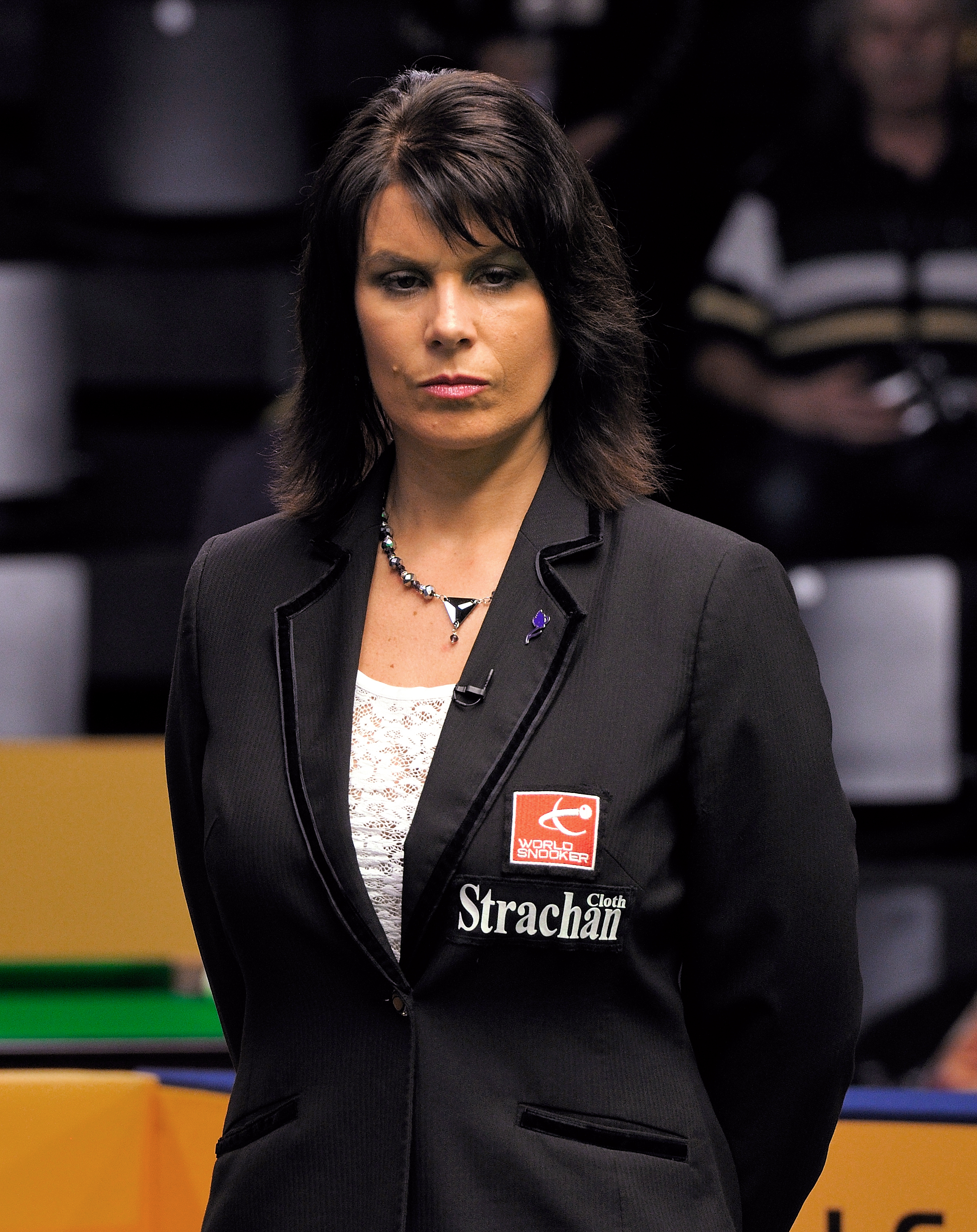
Michaela Tabb beim German Masters 2013

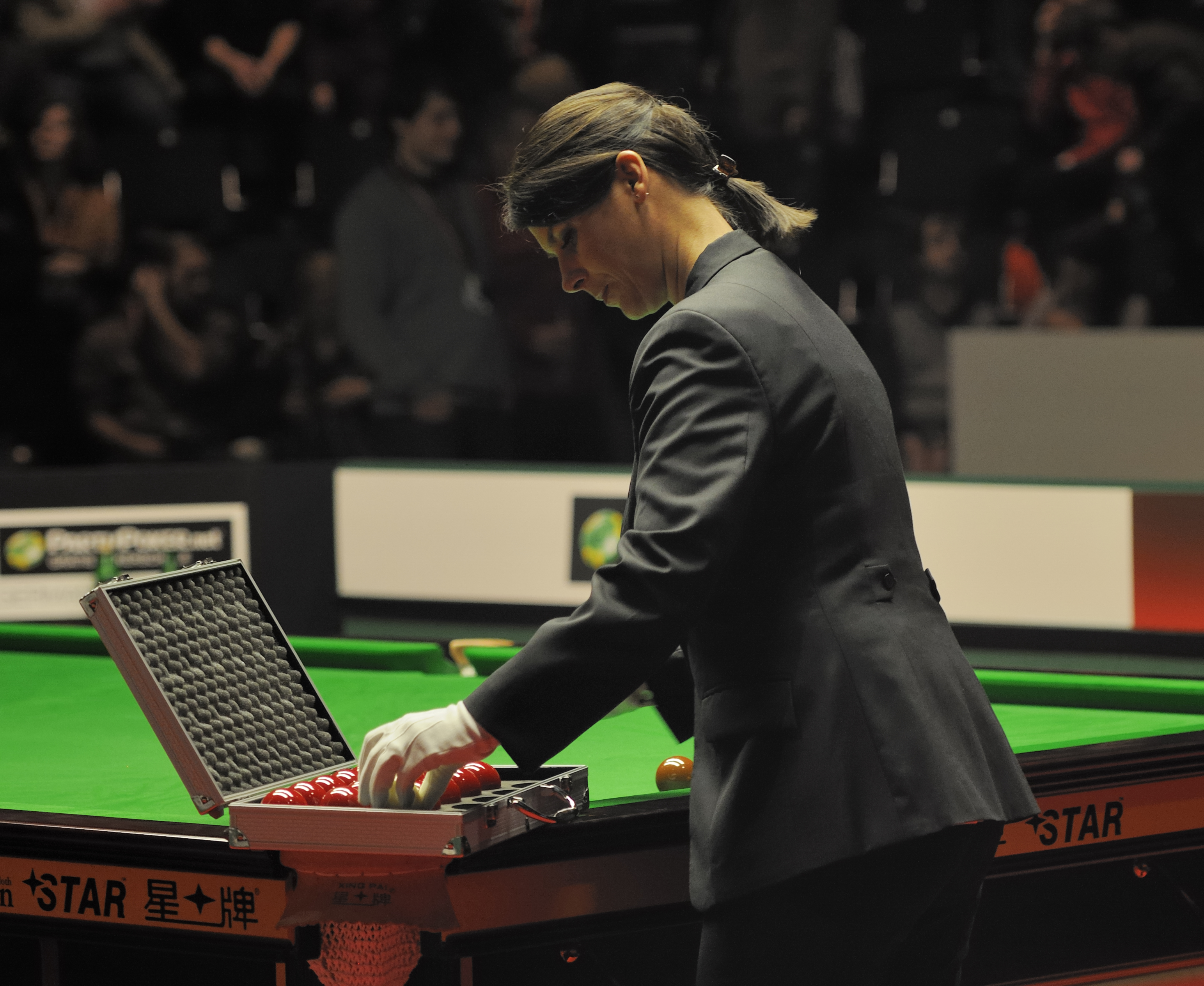
Tabb beim Zurücklegen der Kugeln im Finale des German Masters 2012

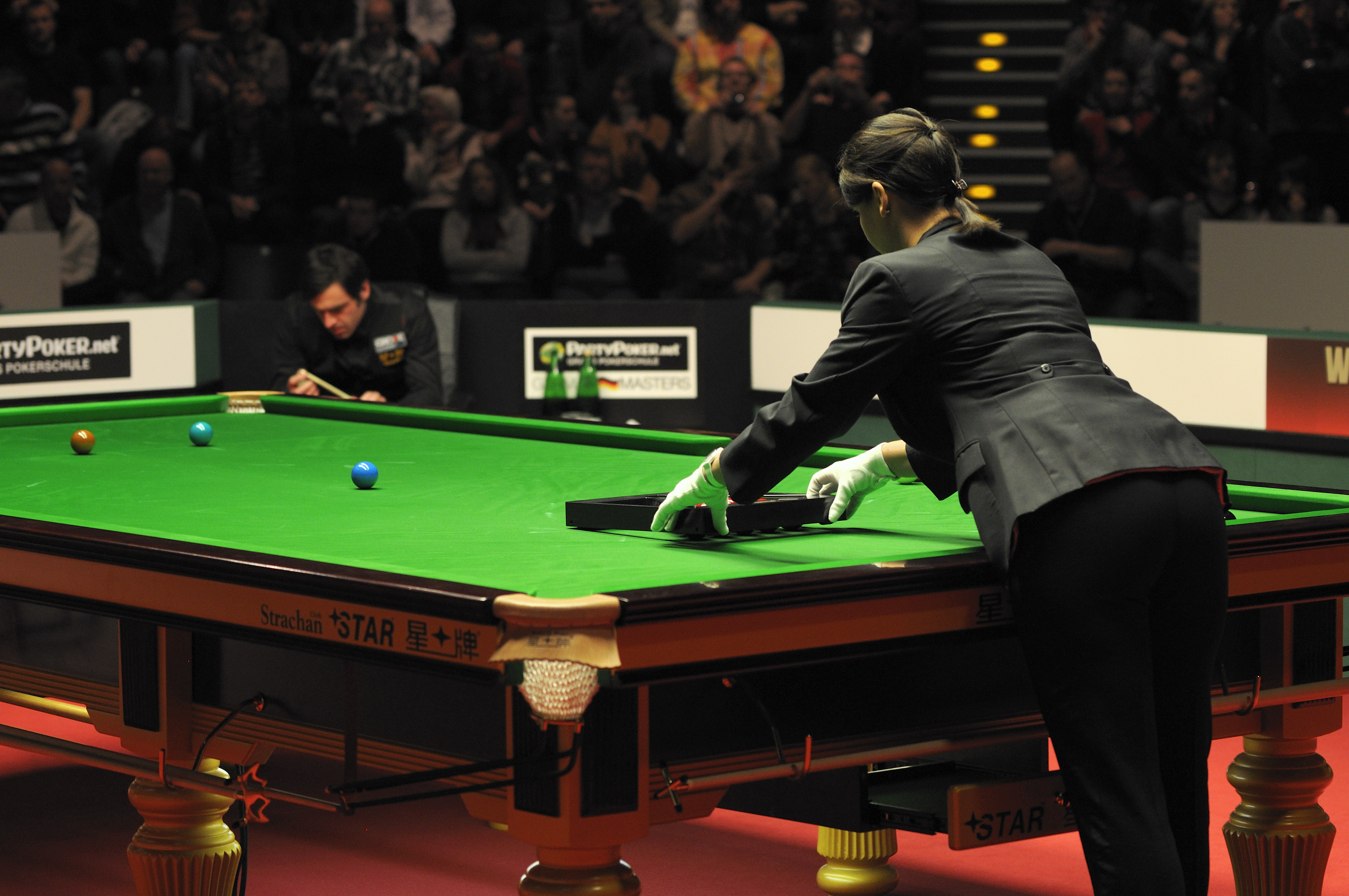
Tabb beim Ausrichten des 15-Ball-Pulks an roten Kugeln im Finale des German Masters 2012, im Hintergrund Ronnie O’Sullivan

Michaela Tabb (* 11. Dezember 1967 in Bath) ist eine britische Poolbillard- und Snookerschiedsrichterin. Sie war eine Pionierin als Frau unter den Schiedsrichtern im Profisnooker. Von 2002 bis 2015 leitete sie Partien der World Snooker Tour, darunter zweimal das Finale der Snookerweltmeisterschaft.

## Leben
Tabb war aktive Pool-Spielerin. Als solche gewann sie 1997 die Frauen-Pool-Meisterschaft in Großbritannien und im Jahr darauf die Frauen-WM. Ab 1997 wurde sie Schiedsrichterin, zunächst im 9-Ball Pool, wo sie Spiele beim St. Andrew’s Cup und Mosconi Cup leitete.
Ihren ersten Auftritt bei einem Weltranglistenturnier der Snookerprofis hatte Tabb 2002 bei den Welsh Open, sie leitete die Partie zwischen Ken Doherty und James Wattana.
Bei der WM im Crucible Theatre in Sheffield kam sie das erste Mal 2003 in der Partie zwischen Mark King und Drew Henry zum Einsatz. Snooker-Geschichte schrieb sie am 18. Februar 2007 bei den Welsh Open: Als erste Frau leitete sie das Finale (zwischen Andrew Higginson und Neil Robertson) eines Weltranglistenturniers der Snooker-Profis.
Sowohl bei Spielern als auch bei Fans genießt Tabb hohes Ansehen. Einer ihrer Spitznamen lautet „(The) LadyRef“ („ref“ ist kurz für „referee“ = Schiedsrichter).
Tabb leitete am 3. und 4. Mai 2009 auch als erste Frau das Finale der Snooker-Weltmeisterschaft. Am 6. und 7. Mai 2012 war sie erneut Schiedsrichterin im Finale der Weltmeisterschaft. Die Bulgarin Dessislawa Boschilowa war 2025 die zweite Frau, die ein WM-Endspiel leitete.
Viermal war sie Schiedsrichterin, als ein offizielles Maximum Break gespielt wurde, zuletzt bei den PTC Grand Finals 2013.
Am 9. September 2012 leitete sie das Finale des World Cup of Pool im Robinsons Place in Manila, Philippinen.
Am 19. März 2015 beendete sie nach 14 Jahren ihre Tätigkeit als professionelle Schiedsrichterin für den World Snooker Circuit. Vorausgegangen waren Differenzen mit World Snooker. Im September verklagte sie World Snooker wegen sexistischer Diskriminierung. Der Prozess endete mit einer vertraulichen Einigung.
Von April 2017 bis zur Einstellung der Serie 2018 war sie Hauptschiedsrichterin der World Pool Series.
Nach ihrem Rückzug aus den Profiturnieren im Snooker war Tabb außerdem noch aktiv als Schiedsrichterin in der World Seniors Championship. Unter anderem war sie Haupt- und Finalschiedsrichterin in den Jahren 2019, 2020, 2022 und 2023. Bei der World Seniors Championship 2025 leitete sie noch einmal die erste Session des Finals, dann beendete sie endgültig ihre Karriere als offizielle Snookerschiedsrichterin.
Tabb ist verheiratet. Sie lebt mit ihrem Mann, dem schottischen Poolbillardspieler Ross McInnes, mit dem sie zwei Kinder hat, in Dunfermline. Sie ist beim schottischen Verband gemeldet.
Privat spielt sie Poker. Im Dezember 2007 war sie eine der prominenten Kandidatinnen für das im Fernsehen übertragene PartyPoker Women’s World Open.